# Bukama
Bukama – miasto w południowo-wschodniej Demokratycznej Republice Konga, w prowincji Górne Lomami, nad rzeką Lualabą (górnym biegiem Konga). Działa tu port rzeczny i stacja kolejowa.